# فرودگاه شهرستان سالینا
فرودگاه شهرستان سالینا (به انگلیسی: Salina Municipal Airport) یک فرودگاه همگانی بهره‌برداری هوایی با کد یاتا SLN است که یک باند فرود آسفالت دارد و طول باند آن ۳۷۴۹ متر است. این فرودگاه در شهر سالینا، کانزاس کشور ایالات متحده آمریکا قرار دارد و در ارتفاع ۳۹۳ متری از سطح دریا واقع شده است.

## شرکت‌های هواپیمایی و مقصدهای پروازی

### مسافری
| شرکت‌های هواپیمایی  | مقصدهای پروازی |
| ------------------ | -------------- |
| گریت لیکز ایرلاینز | دنور           |